# Никола Ганушев
Никола Ганев Ганушев е български художник. Професор в Художествената академия.

## Биография и творчество
Роден е на 15 юни 1889 г. Разград. В родния си град учи рисуване при чешкия художник Вацлав Трунечек. Завършва живопис при проф. Джакомо Гросо и Луиджи Бели през 1913 г. в Академията за изящни изкуства „Албертина“ в Торино в Италия. Там получава отличия и награди. Учител по рисуване в София от 1913 г. до 1920 г. Бил е военен художник по време на Първата световна война.
От 1921 г. до 1923 г. е професор по живопис в Художествената академия – София. От 1923 г. до 1928 г. твори във Франция, където участва в изложби на Дружеството на френските художници. От 1932 г. до 1949 г. е отново професор в София. При него са учили много известни български живописци. След 1949 г. като „салонен художник“ е принуден да изписва черкви, но през 1954 г. е удостоен със званието „заслужил художник“.
Прочути са неговите по-ранни картини на тема „голо тяло“. Създава предимно майсторски изпълнени портрети (не винаги от натура), които се съхраняват в Националната художествена галерия, Софийската градска художествена галерия, Бургаската, Разградската, Плевенската и др. художествени галерии, във Военноморския музей – Варна, частни колекции в България и чужбина. Една от църковните му творби е унищожения при бомбардировките люнет на сградата на Богословския факултет, където той изгражда с маслени бои църковно-историческа сцена.
Умира в София на 16 март (или 19 февруари) 1958 г.